# Centre hospitalier Sud Réunion
Le groupe hospitalier Sud Réunion, est un centre hospitalier français situé sur le territoire communal de Saint-Pierre, à l'île de La Réunion. Il s'agit du principal établissement sanitaire de ce département d'outre-mer de l'océan Indien avec le centre hospitalier Félix-Guyon établi à Saint-Denis. Ces deux hôpitaux constituent depuis 2007 le centre hospitalier régional de La Réunion, devenu en 2012 le centre hospitalier universitaire de La Réunion.
Le groupe hospitalier Sud Réunion regroupe l'hôpital Paul-Alfred Isautier encore dénommé hôpital de Terre Rouge et les hôpitaux de Saint-Joseph, Saint-Louis et Cilaos. L'ensemble propose une offre de soins de plus de 1 000 lits, dont des lits de psychiatrie et de soins de suites de réadaptation.

## Contacts
- Adresse : GHSR BP350 97448 Saint-Pierre CEDEX

- Téléphone : standard 02 62 35 90 00